# 德国联邦铁路218型柴油机车
德国联邦铁路218型柴油机车（德語：DB-Baureihe 218）是德国联邦铁路的一款四轴液力传动柴油机车。多年来，它一直是西德干线柴油机车中最常见和最重要的代表性机型。时至今日，它仍然可以在德国铁路股份公司辖下的许多非电气化铁路中见到，并适用于各类快速列车服务、短途运输服务及货运服务。

## 历史
218型机车是V160系列机车中最后开发的型号。在这里面有许多与V160型机车的相似之处，包括对V160型至V169型（即后来的215型至219型）的发展进行了归纳。其中，218型机车的列車預熱系統承襲自217型机车，额定功率为1,840千瓦（2,500匹马力）的柴油引擎則源自215型机车的設計。
德国联邦铁路在1966年订购了首批12台原型車，并将其型号編为V164型。自1968年起，这些机车开始自克虏伯交付，但在投入德国联邦铁路的營運后被正式定型为218型。批量采购的其余398台机车（参与制造商还包括亨舍尔、克劳斯-玛菲和基尔机械制造厂）则在1971年至1979年间交付。1975年在事故中损毁的215 112号机车也加入到此行列，它在完成修复后被重新编号为218 399号机车。机车交付分为4个生产组别进行（218 101－170号，171－298号，299－398号，400－499号），但在它们之间几乎没有什么变化。
凭借着2,500匹至2,800匹的马力，采用B'B'轴式的218型机车的最高速度可达140公里/小时，并且可以同时在客运或货运服务中使用。而具备动力集中式列车控制功能则使218型机车成为一款通用机车。218型机车在实际營運服务中证明了自身的可靠性，甚至直到2000年仍然作为德国铁路重要的干线柴油机车。同时，后者新购置的柴聯車车队进展顺利，并且有越来越多的推拉式列车被其所取代。截至2008年1月，仍有约220台218型机车活跃在线路当中。其后续机型并不明朗，因为当局会将大多数的218型机车转换成柴联车或对營運线路進行电气化。

## 技术特点

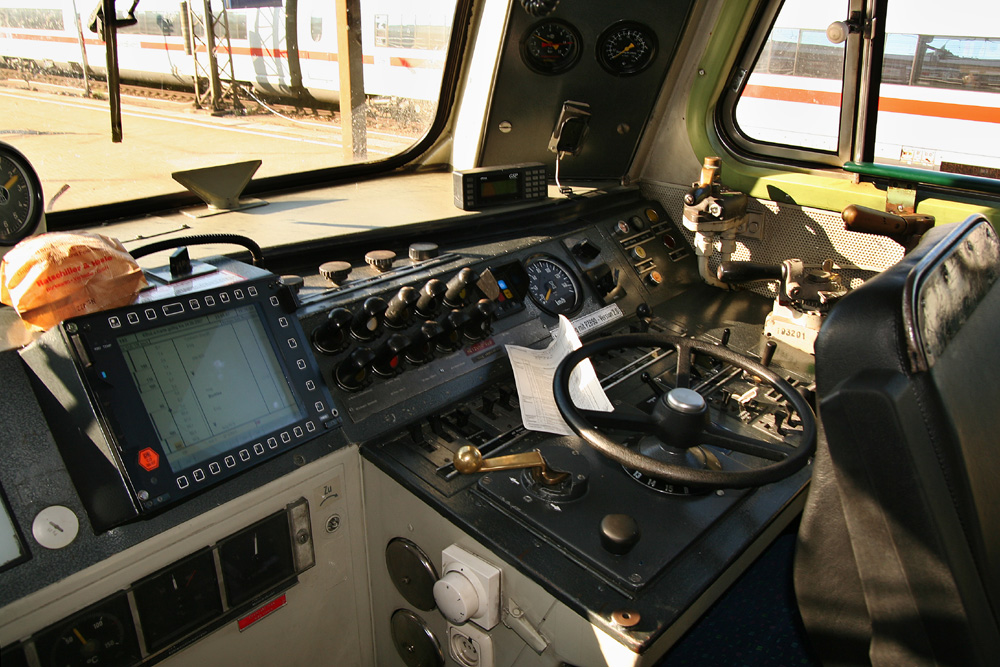
一台218型机车的驾驶室

218型机车的发动机及变速器被灵活的安装在车架上。车架是通过每个转向架每侧的4个螺旋弹簧支撑。自218 299号机车起则使用了高柔度圆簧，从而允许转向架进行自由运动。牵引力及制动力是通过低位带枢轴的横向部件进行传输。车身是一个由板材和H型钢制成的壳式结构。两端驾驶室之间通过两个侧廊相连。
传动装置包括一条极长的万向接头和一个设于轴中央、带有回动齿轮的液力传动变速器。该变速器配备有2个扭力变矩器。扭矩轉換器从I端至II端的回路是自行完成的，并且不需切斷牵引力輸出。此外，变速器还配备有2个速度级。低速档可达到更高的牵引力，但最高速度仅为100公里/小时；高速档则允许更高的最高速度至140公里/小时，但牵引力较低。从低速档到高速档的切换唯有在机车的静止状态下进行。此外，量产机车都配备了无磨损的液压制动器。
随着时间的推移，218型机车曾使用过各种类型的柴油发动机作为驅動引擎：首批出厂的机车搭载的是2,500匹马力的MTU MA 12V 956 TB10型发动机。为了避免这些发动机在熱車能力过剩的情况下侵入牵引力，部分机车在随后安装了授权KHD生产的、输出功率为2,700匹马力的16 PA4 V200型发动机。MTU则在TB10的基础上开发了功率更大的2,800匹马力发动机TB11，其中有超过半数以上的218型机车都新装或改装了这款发动机。由于发动机的排气能力不佳和逐渐磨损，營運商被迫在最近几年开展全面的现代化改造计划。首先，一些TB11型发动机对排气套件进行了优化。更进一步的措施是新采购一批适应这种状态的TB11型发动机，它们都具备有一个电子发动机管理系统。与此同时，当局还对全新的发动机进行了测试，并最终从MTU购入了大量的16V 4000 R40/R41型发动机。此外，还有4台机车搭载了由卡特彼勒生产的发动机。目前几乎所有的机车都搭载了新的MTU 4000型或经过改善排气的TB11型发动机。自1985年起，机车还在车顶上配备了额外的排气口，废气得以绕过触线排出，从而减少了污染；排氣口的排气阀则有助于提高出气速度，这也应该能减少废气对乘客的滋扰。排气口的設置位置是参考了机车内置的发动机：采用12缸发动机的机车会在进气口单侧的排放系统安装排气口，16缸发动机的则会在发动机的两侧均安装有排气口。
机车的技术设备如今已不再统一。感应列车控制装置通常使用的罗伦斯I 60型控制系统（Lorenz-Indusi I 60）,其后为满足现代化的營運需求而加装了具备PZB 90型点状列车控制系统的功能。除了原有的36针动力集中式列车控制电缆外，许多机车还加装了时刻复用动力集中式/时刻复用双机重联式列车控制设备和多路复用显示屏设备,以及TB0型（起动后自动锁定）中控门锁和供火车司机对乘客进行广播的麦克风。在某些情况下，左侧窗口还有一个用于电子旅客信息系统的辅助开关。
中央电力供应最初是通过一个简单的包络线变频器搞定，它只能有限的处理无功电流。部分机车在后来改装了带有直流电压中间回路的可关断晶闸管（GTO）变频器。GTO变频器同样可以处理无功电流，但配件生产商西门子无法保证足够的供应。包络线变频器则必须在22.5赫兹的状态下运行，因为其16⅔赫兹的工作频率会对轨道设备产生的50赫兹频率造成干扰；而16⅔赫兹恰好是50赫兹的三分之一，这样才可形成谐振和交互作用。
218型机车同样设有自动化制动杆调节器。一些机车还配备有带有气体干燥系统的空气压缩机，它用于收集空气压缩过程中形成的冷凝物，从而向空气设备提供干燥气体。

## 後續車型

### 218.9型（原210型）
德国联邦铁路自1970年起将8台210型机车投入營運。它们在技术上几乎与218型机车完全相同，但可以160公里/小时的最高速度运行，并搭载了一具燃气涡轮发动机以提高效能。
在1978年除夕于菲尔斯滕费尔德布鲁克发生的一次火灾后，机车的涡轮机起初被停用，至1980年-1981年间则被拆除，机车也在进一步的修订中被纳入218型。它们被重新编号为218 901号－908号。经过改造的原涡轮机车原先部署于肯普滕车辆段，并与该车辆段的其它218型机车担当同样的牵引任务。自1983年起，它们被调配至布朗施維克车辆段，2003年又转配施滕达尔。在2004年至2006年期间，全部218.9型机车均宣告退役并在其后报废。

### 210.4型

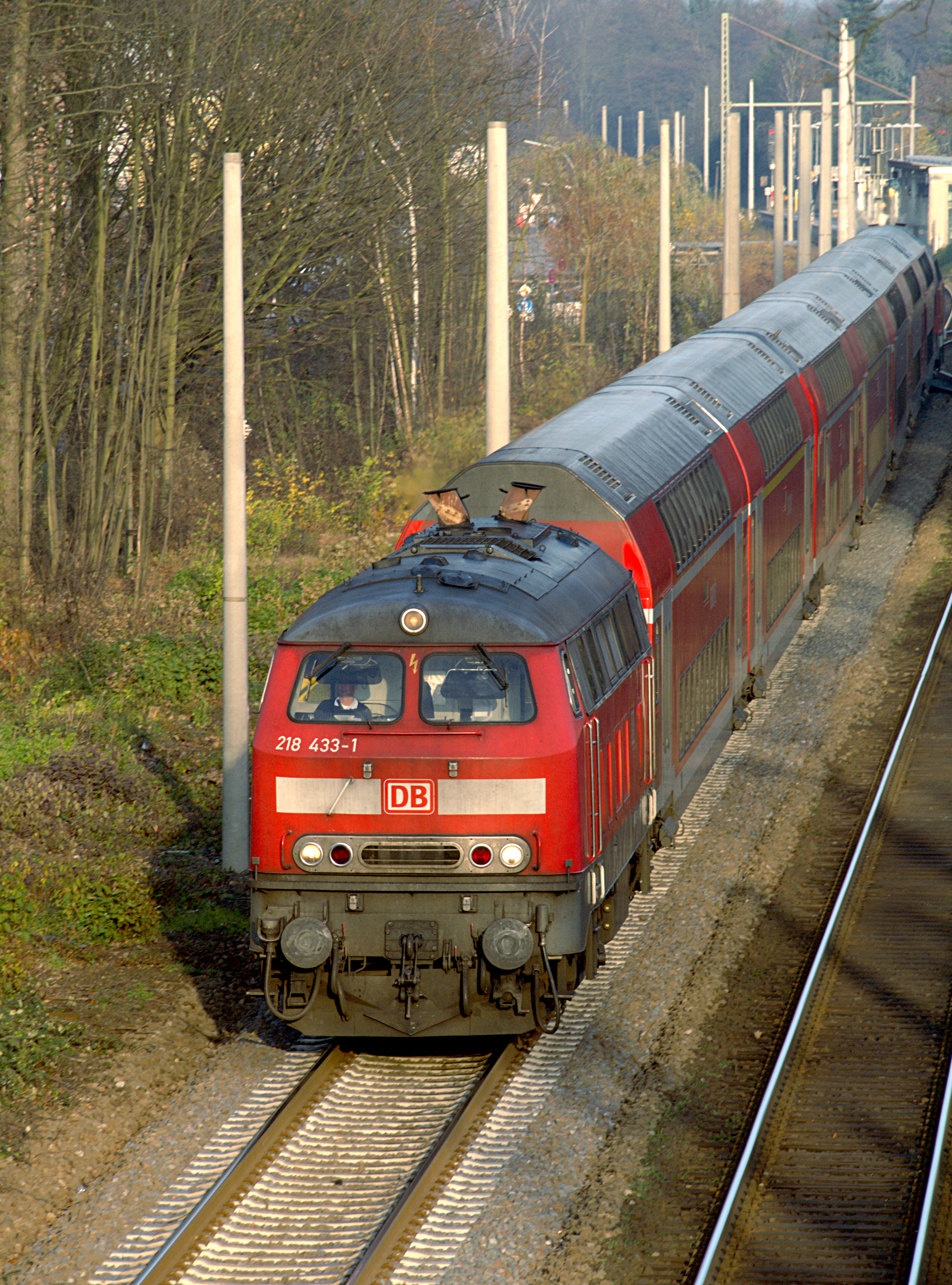
采用前后并联运行的原210.4型机车正牵引双层区域快车

第二次占用210型的的机车型号发生在德国铁路股份公司时代。1996年9月，德国铁路设立了一条由慕尼黑经柏林至汉堡的直通城际列车线路，使用由120型电力机车搭配Bimzf型城际列车控制车运行。然而在瑙恩至柏林动物园车站的路段中仅有部分区间完成了电气化。对于该非电气化路段，完整的列车编组应该是由2台重联的柴油机车推拉120型电力机车共同运行。当局在最初甚至考虑从汉堡至柏林的直通城际列车也使用210型双机重联运行，但随着电气化铁路的进程，这样的运用已不再必要，因此只有在个别的交路中会使用这项服务。
在1996年12月，当局选择了部署于吕贝克、營運状态特别好的12台218型机车（218 430－434号以及218 456－462号）进行改造。它们均安装了经过强化的传动轴，因此获准将最高速度提升至160公里/小时。变速箱的齿轮传动比维持不变，变矩器II端此时已经完全展开。此外，机车在标识中仅将218型变更为210型，原序列编号则被保留了下来。在瑙恩至柏林的线路完成接触网架设后，这批机车仍在一段时间内维持160公里/小时的运行许可，并于吕贝克周边担当普通的218型机车交路。至1998年12月31日，全部机车被歸建，并恢复它们原本的型号。这些重新采用218型标识的机车至今仍在德国铁路中使用。

### 218.8型

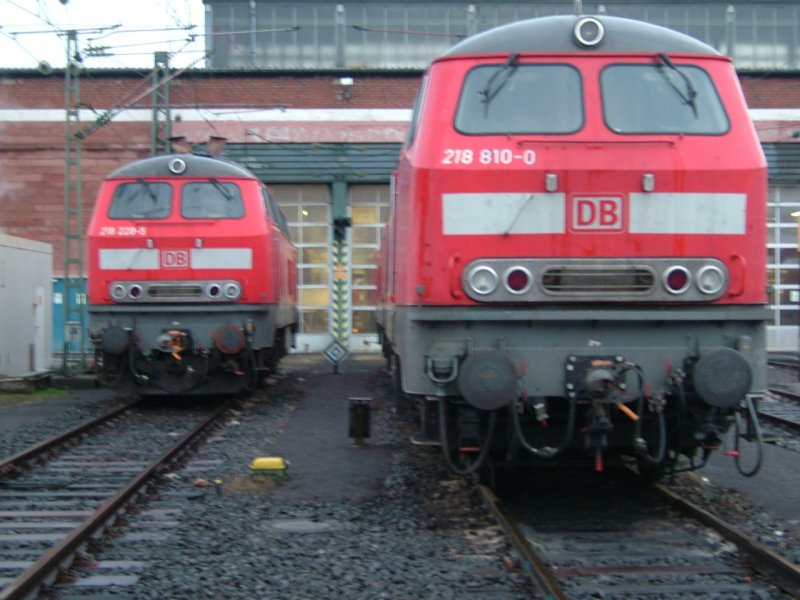
218 228号及218 810号机车于法兰克福

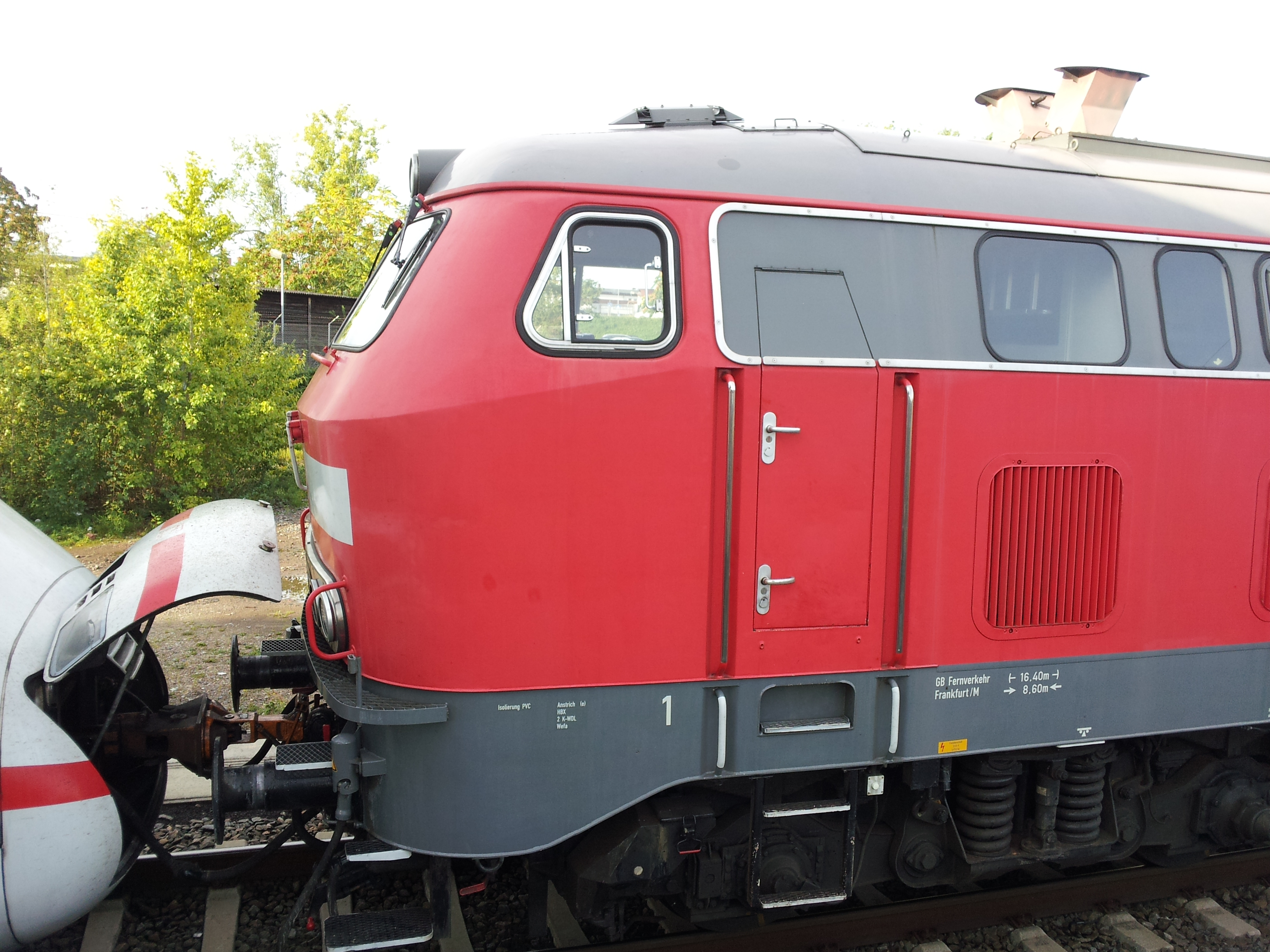
218 825牵引ICE-1列车于海德堡

为了能在科隆—法蘭克福高速鐵路和纽伦堡－慕尼黑高速铁路中担当损坏的ICE列车的附挂（救援）任务，部份218型机车对此进行了相应的改造。这些机车获得了218.8型的型号标识，从而与用作区域运输的姊妹车型作出区分。部分机车装备了用于附挂目的、带有过渡接头的沙芬贝格连接器，其中218 228号机车专门用于莱茵/美因S-Bahn以及218 191号机车专门用于斯图加特S-Bahn的附挂及调车任务。
共有15台机车在不来梅维修车间完成了218.8型的转换，它们同样可以用于机车重联运行。用于附挂用途、但未采用此型号标识的机车配属于法兰克福（2009年5月前为达姆施塔特）和普洛兴根（218 191号）。采用218.8型标识的15台机车则分别配属于法兰克福（9台）和鲁梅尔斯堡（6台），这些机车实际分布于各大主要车站，只是在账面上归属法兰克福及柏林-鲁梅尔斯堡。

### 225.8型
7台被划入德铁辛克铁路營運的原试产机车获得了225.8型的型号标识。

### 整修
2002年，不来梅维修车间将一台215型机车重建为218 441-4号机车，并以此作为整修的原型机，为强化218型机车的使用年限做出参考。这台机车的特点是挡风玻璃中的目的地显示屏、德铁标准化驾驶室和采用LED技术的三灯式信号灯，此外还实施了广泛的降噪措施和现代化的车辆控制系统。然而这个项目未能继续跟进，因为如此深远的整修会使得机车需要进行新的注册审批。在此期间，这台单体机车又恢复了其原本的序列编号——215 022号，并被售予了德国铁路工会。至2010年底，该机车被报废。

### 涂装变化
218型机车经历过了大量的色彩变化。首台出厂的218型机车仍然使用当时柴油机车惯用的紫色涂装（RAL 3004）。218 217-8号及218 218-6则在1974年成为首个试验不同新涂装方案的机车载体：218 218号机车在1974年初成为德国联邦铁路首个被漆以新海蓝色+米色涂装的机车，218 217号机车则采用了类似于全欧快车配色的酒红色+米色涂装样式（RAL 1001）。从那时期，海蓝色+米色开始成为218型机车的标准涂装，而218 217号机车的酒红色+米色仍然是獨樹一幟，并在2002年被重新上漆。至2010年，218 105-5号机车又根据218 217号机车原先样式被漆以酒红色+米色涂装。
在此期间，海蓝色+米色的配色方案几乎已经绝迹，其最后的代表是来自德铁汽车列车的218 320号机车。与后来的常规涂装相比，它在车顶没有采用灰色，而是使用了蓝色。使用蓝色车顶方案出厂的机车还包括218 315－339号、353－360号、376－405号、435－436号以及463－466号。大约从1976年7月起，这些机车的车顶被重新漆以灰色，因为蓝色屋顶在遭受污染后几乎很难再辨认。
在科隆－古默斯巴赫的城市列车计划中，有10台218型机车于1984年被漆以了与列车车厢相匹配的、带有卵石灰色条纹腰带的橙色涂装（RAL 2004）。在城市列车的实验阶段结束后，这款涂装被保留直至进入1990年代，并在随后作为大修的一部分，采用了自1987年末出台的、带有白色围兜的东方红色配色方案（RAL 3031）。218 135号机车在1996年11月成为最后一台保留橙色涂装的机车。
其余的218型机车在此期间则几乎全数采用了目前的交通红色涂装。
最后一台保留东方红色涂装的机车是218 156号，它于2009年1月24日牵引IC118次列车（因斯布鲁克－明斯特）在林道经腓特烈港至乌尔姆区间完成了最后一次运行。由于218 156号机车在2009年1月25日便到达使用年限并且不再继续整修，于是采用东方红涂装的最后一台218型机车也终于从德国铁路中消失。
218 473号机车在持续到2005年4月的四年时间里，因获得铁道模型制造商迈克林的赞助而被漆以了深蓝色的“路德维希国王”涂装。218 418号机车至2006年末则搭载了德国铁路旅游列车的广告涂装，后者同样还在2000年10月前资助218 416号机车使用同样的涂装，但机车在此期间作为大修的一部分，在不来梅维修车间被重新漆以了交通红色涂装。218 212号机车作为馆藏机车，自2003年10月起采用了黄白色的涂装，以纪念林悟道于1983年创作的《前往潘科的特别列车》（Sonderzug nach Pankow）。218 387号机车是德国铁路最后在大修中被漆以交通红色的机车，并且除了在库尔黑森铁路担当本职的營運任务外，也会经常用作牵引特别列车。

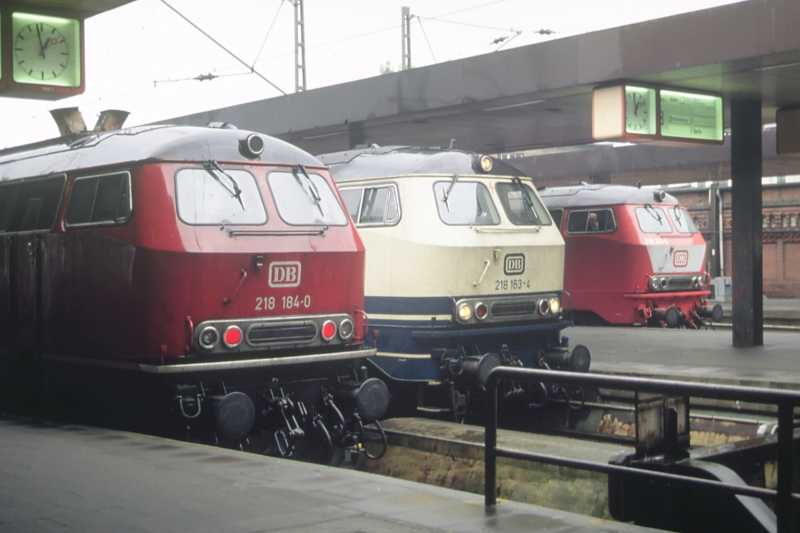
分别采用紫色、海蓝色+米色涂装的218型机车于汉堡（1990年）
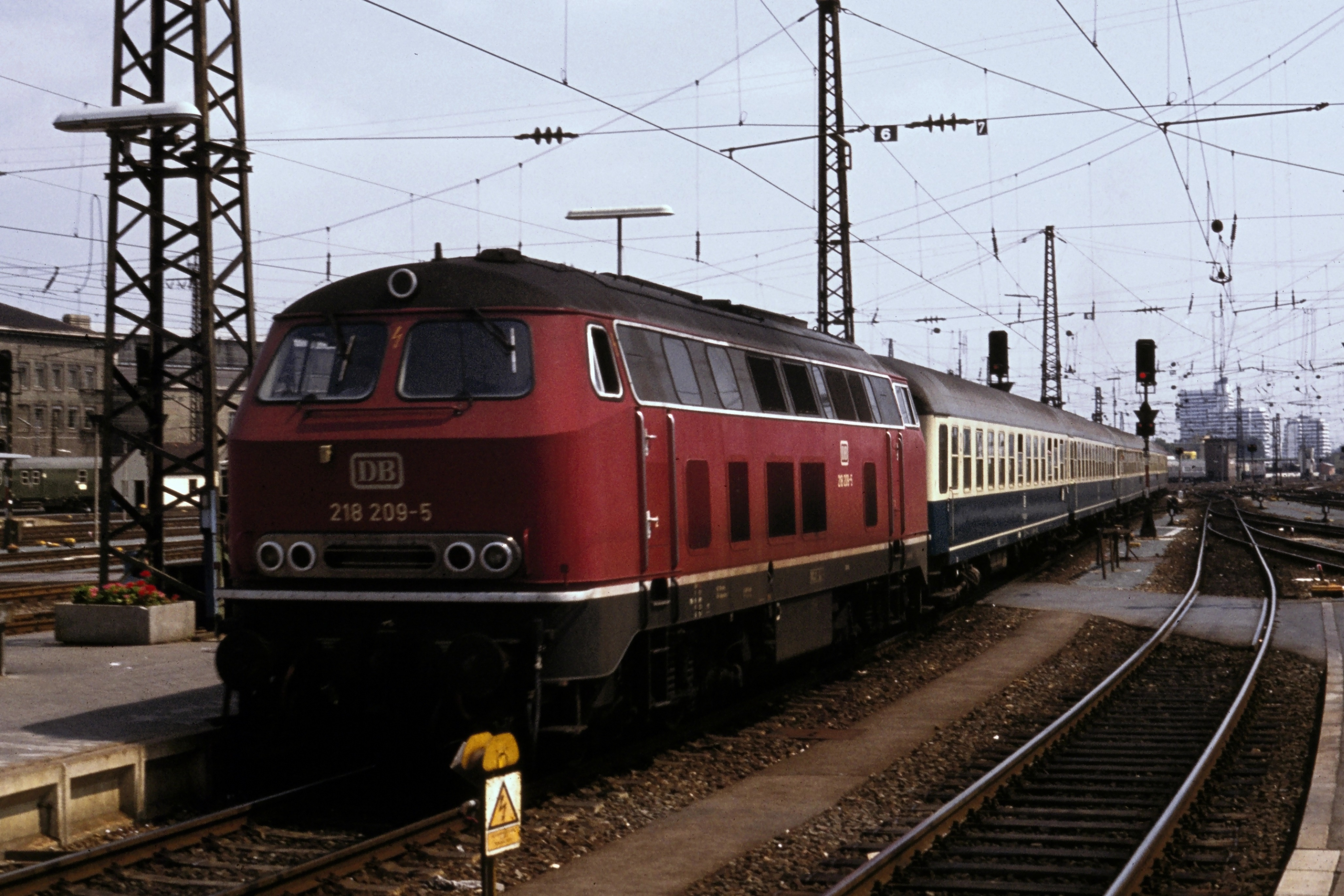
采用紫色涂装的218 209-5号机车于纽伦堡（1985年）
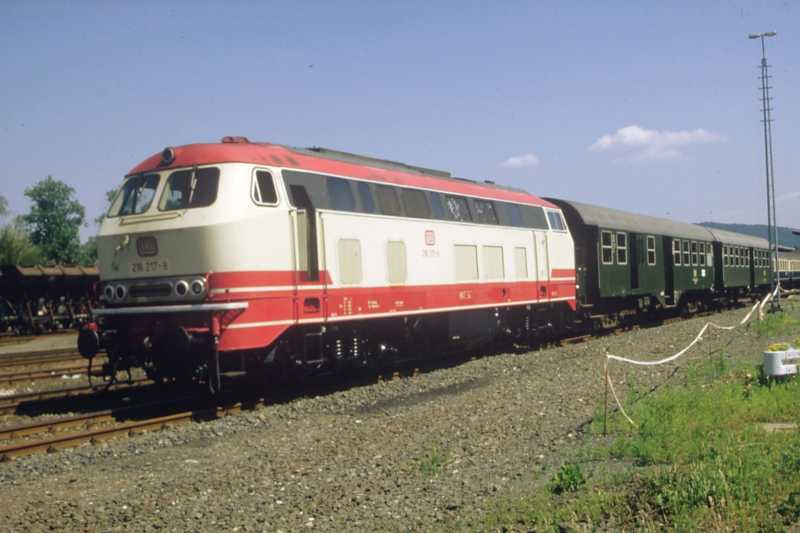
采用全欧快车红色+米色涂装的218 217-8号机车于德国蒸汽机车博物馆（德语：Deutsches Dampflokomotiv-Museum）（1984年）
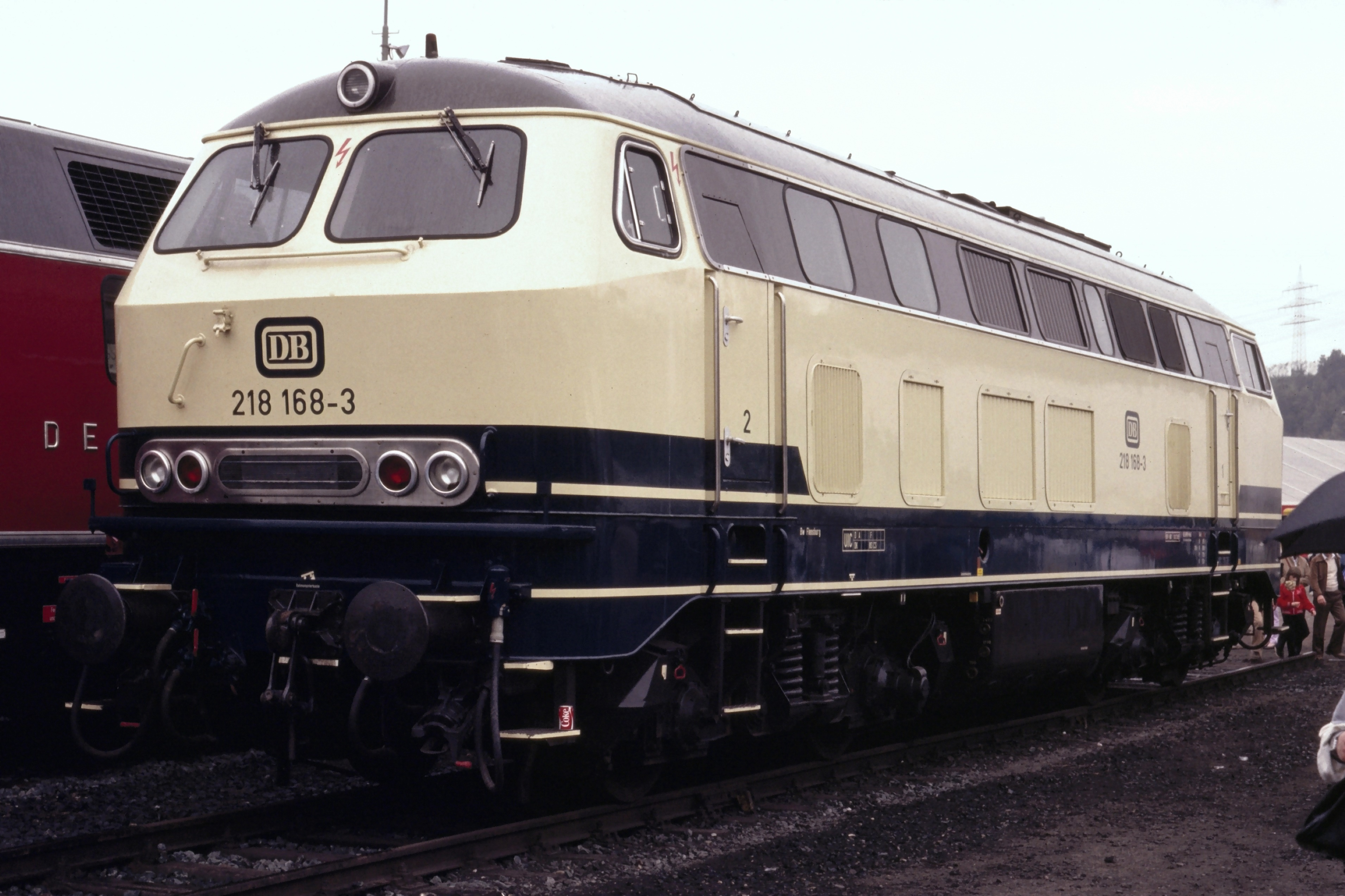
采用海蓝色+米色涂装的218 168-3号机车于波鸿达尔豪森铁道博物馆（德语：Eisenbahnmuseum Bochum-Dahlhausen）（1985年）
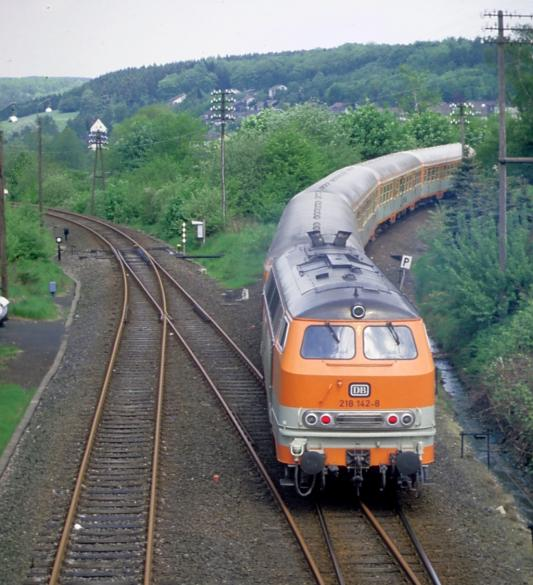
采用城市列车（德语：City-Bahn (Zuggattung)）涂装的218 142-8号机车于马林海德（1986年）
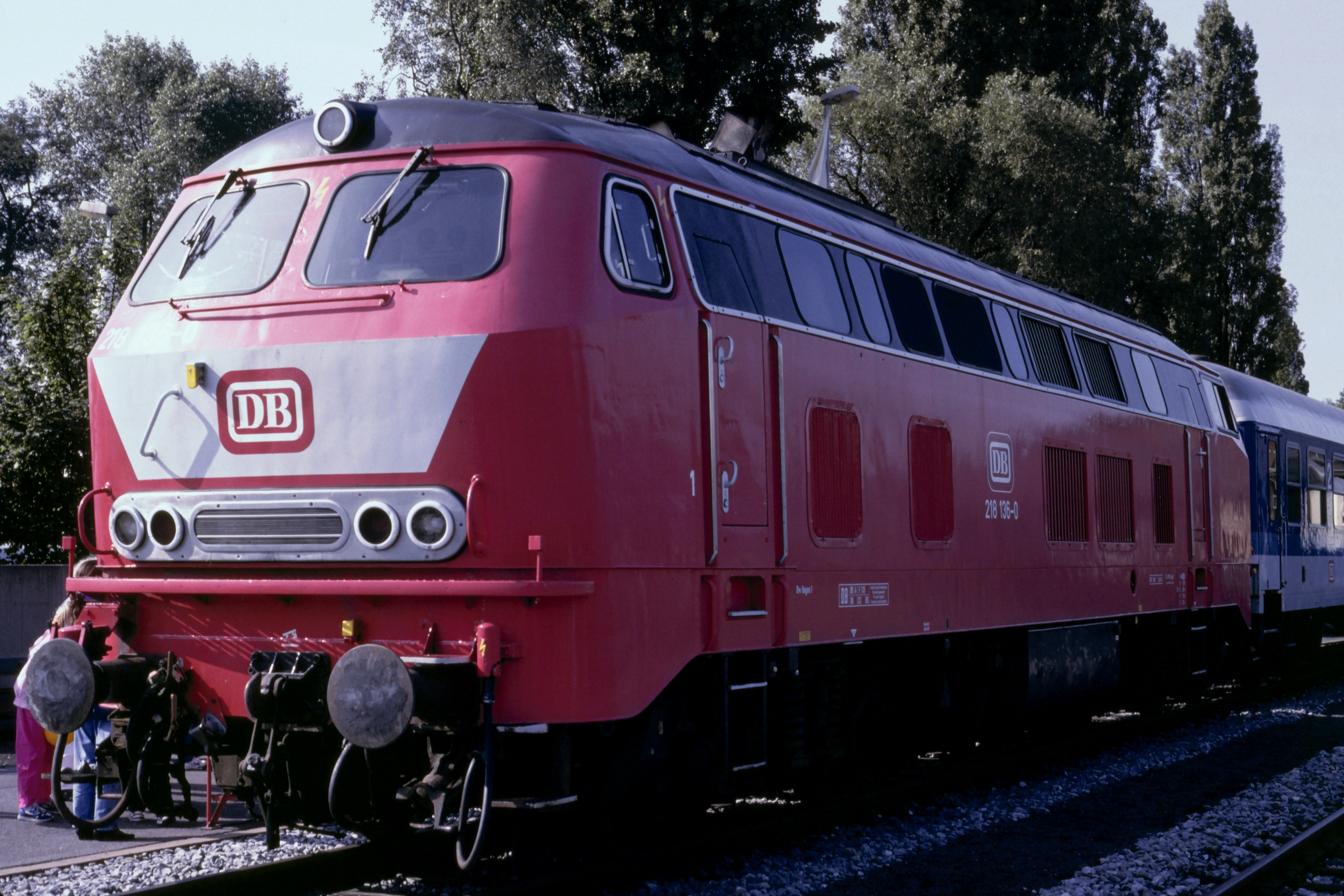
采用东方红色涂装的218 136-0号机车于黑尔讷（1992年）
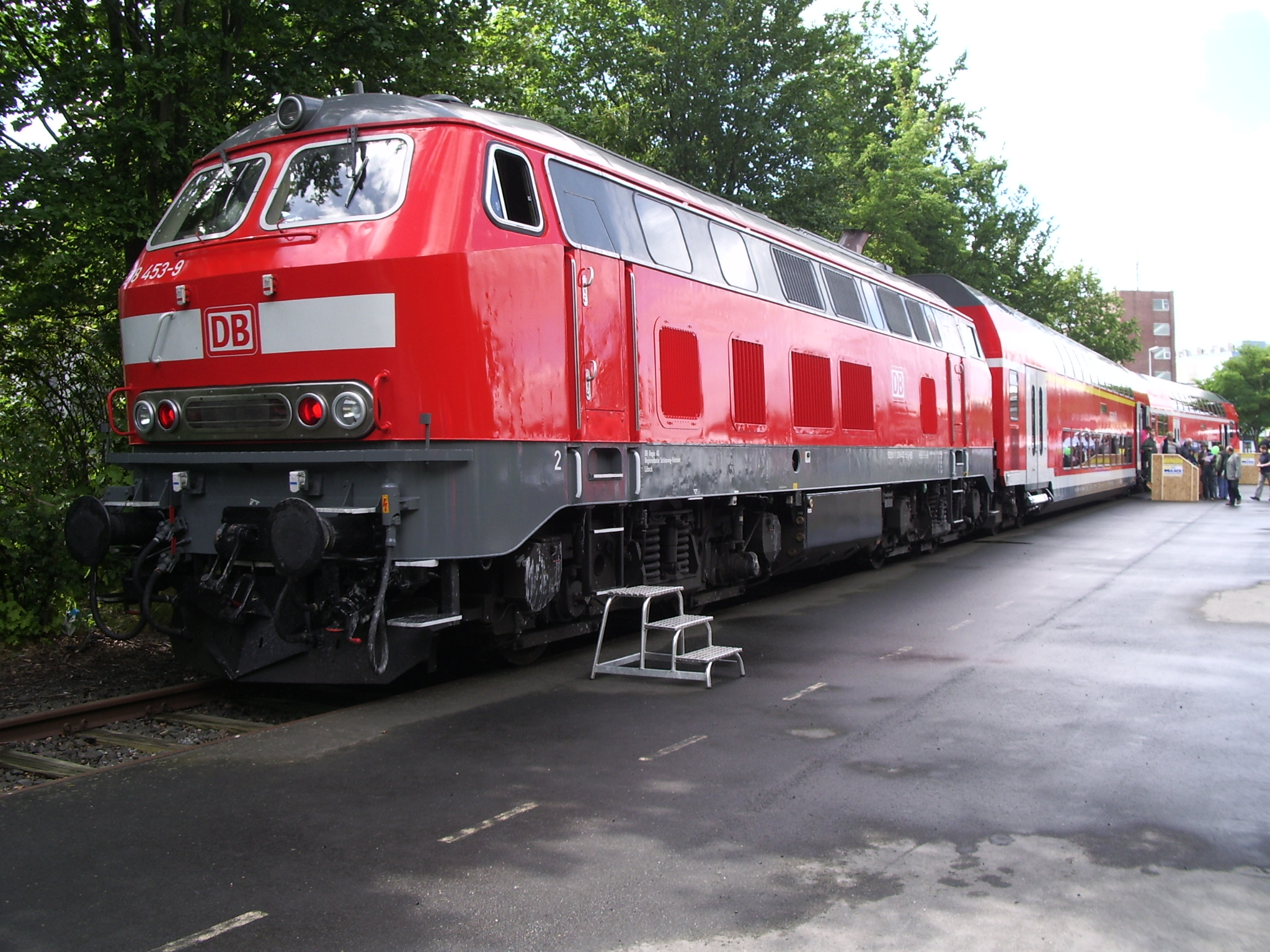
采用交通红色涂装的219 453-9号机车于于特森（2008年）
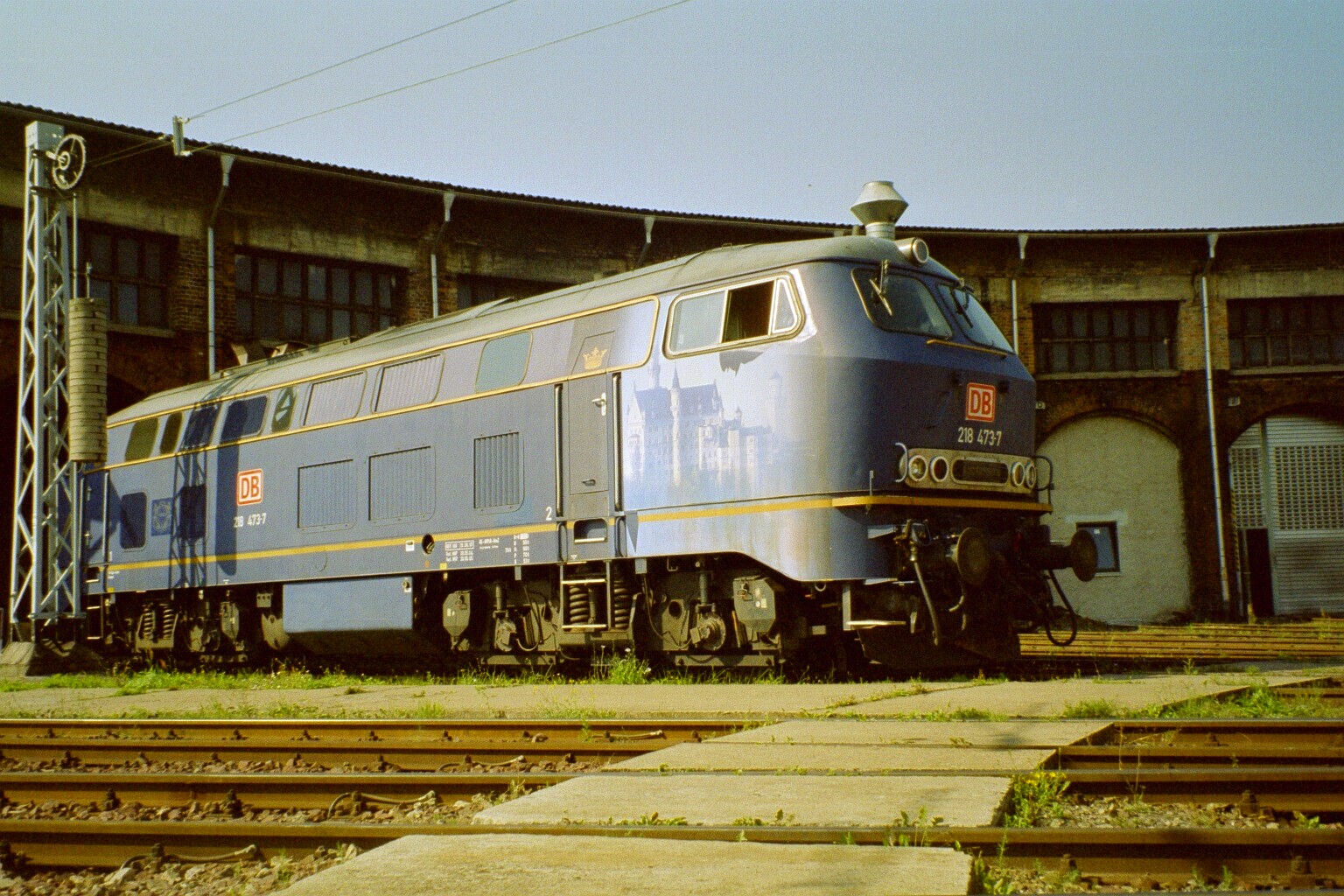
采用“路德维希国王”涂装的218 473-7于施滕达尔（2004年）
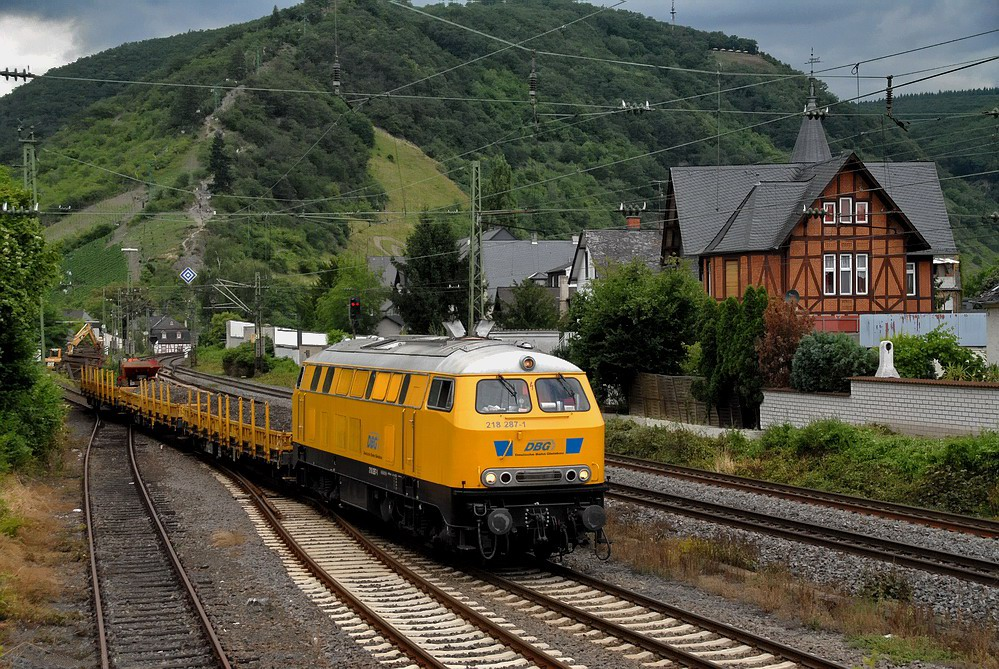
德铁轨道工程（德语：Deutsche Bahn Gleisbau）的黄白色涂装218 287号机车（2008年）
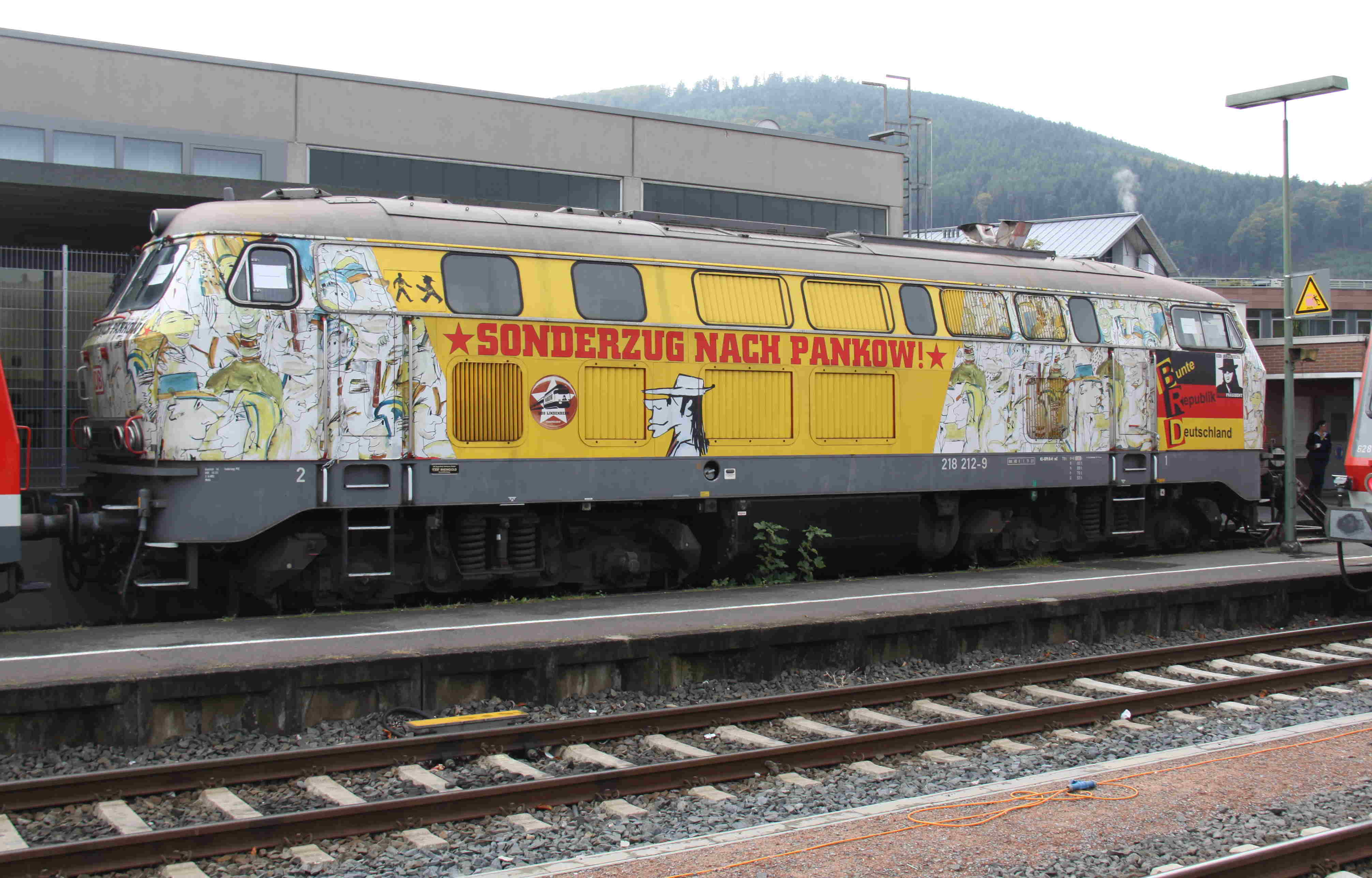
采用“前往潘科的特别列车”涂装的218 212号机车于米尔滕贝尔格（2012年）

## 运用

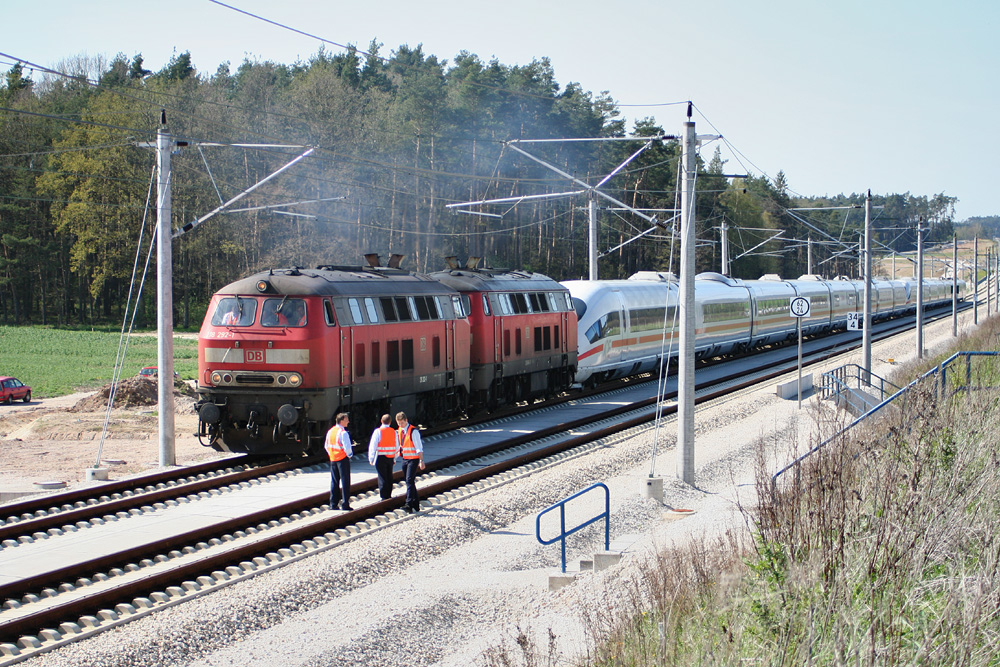
双机重联的218型机车正牵引一列附挂的ICE-3列车行驶于纽伦堡－慕尼黑高速铁路

218型机车曾是德国联邦铁路进行批量采购的最大功率柴油机车。功率更大的柴油机车则没有被采购，因为当局有意将更多的干线铁路进行电气化改造。对于超过218型机车功率上限的重载运输服务，可以利用它们多单元列车控制達成。此外，对机车进行精确的性能调节也是可能的，相对于德国国营铁路，德国联邦铁路几乎所有的干线柴油机车都具备机车重联能力。这也适用于其它型号的机车（例如211型、212型、213型、215型、216型和217型），它们均可以与218型机车一起工作。
在两德统一后，尤其是两个国铁合并为德国铁路股份公司后，铁路的重载运输服务开始由原德国国营铁路的机车担当。特别是在非电气化的城际列车服务中，主要使用原东德的232型及242型机车。218型机车的缺点在于传动齿轮比较长和平均只有1,360千瓦的低输送功率。在加挂超过3节以上车厢时，机车的加速度能力会变得非常弱，而相对于其较高的最高时速则无法适用于停站间距较短的服务。
218型机车凭借140公里/小时的最高速度及其设立的低速档非常适用于陡峭线路，这些也决定了它们的运用范围。在区际列车的車種别被取消后，其运用领域开始从长途运输转向区域快车。然而，218型机车仍然被用于各种城际列车或欧城列车服务，例如在汉堡－叙尔特岛间和慕尼黑－林道间的线路中运行，自2007年12月起，在林道－乌尔姆间的符腾堡南部铁路中也可见到其踪影。

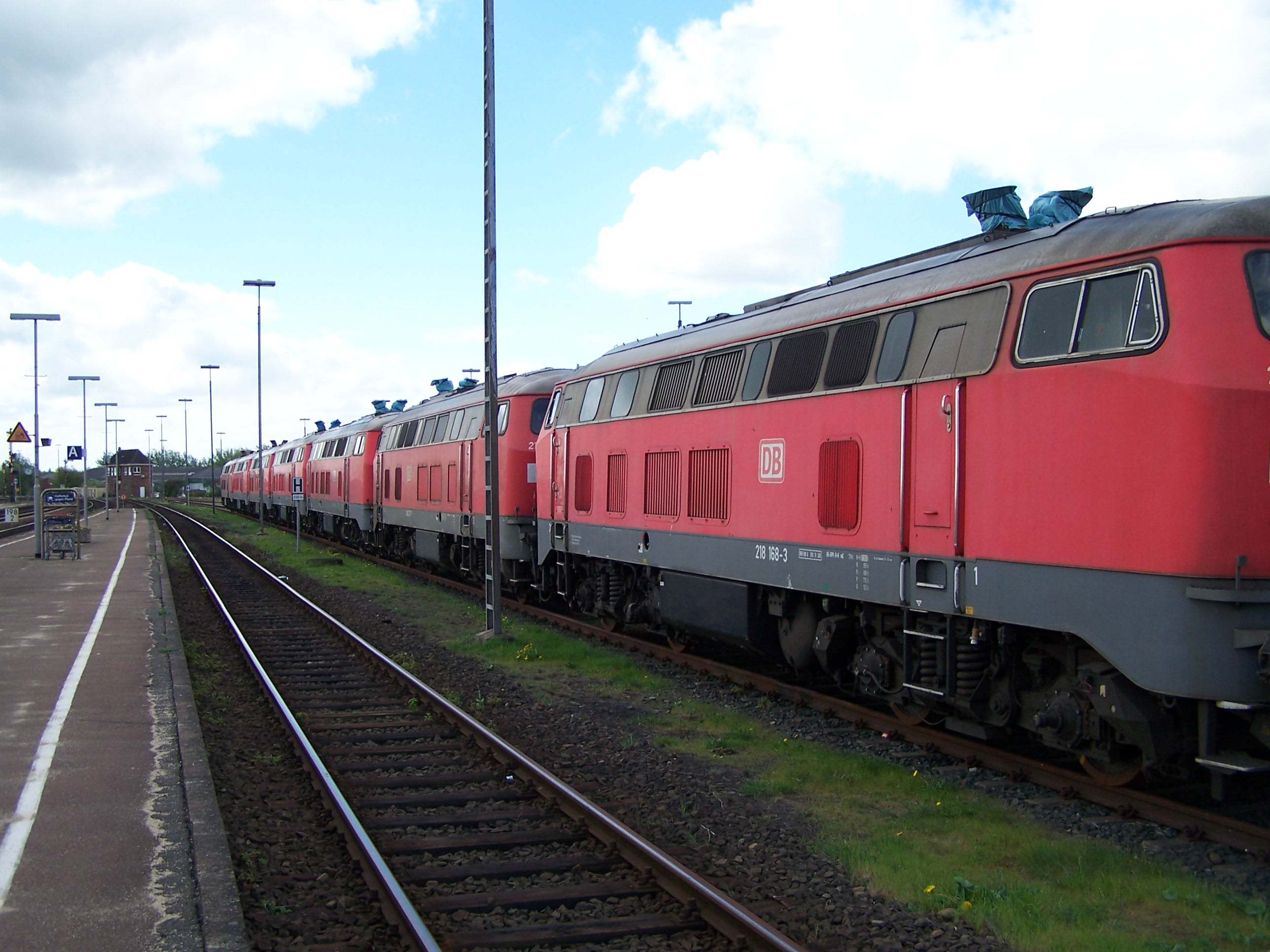
在尼比尔等候运用的218型机车

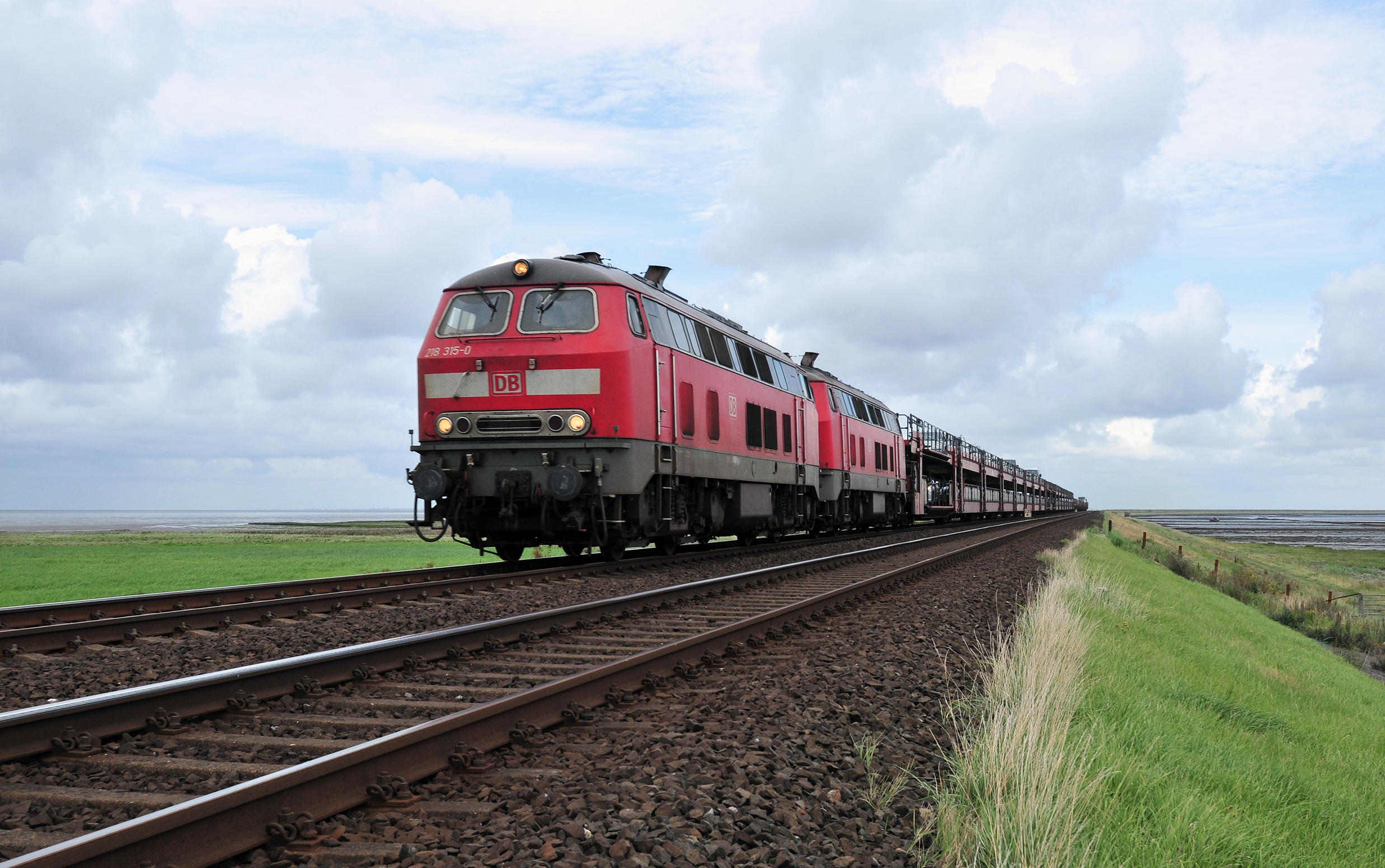
双机重联的218型机车正牵引叙尔特岛穿梭列车行驶于兴登堡堤道

一个较为特殊的运用领域是在尼比尔－韦斯特兰 (德国)间牵引人车同行班次。采用双机重联运行的218型机车每天在当地会牵引约50班的双层汽车运输车厢连同乘客，经由兴登堡堤道往返于叙尔特岛，全程约35分钟。每年有将近430,000台载客汽车及载货汽车通过这种方式穿越瓦登海。在此之前仅有215型机车但当这项任务，但机车的隆隆声招致了邻近居民的许多投诉，此外尽管采用双机重联，215型机车的功率仍然不足。在北海-波罗的海铁路（NOB）收购了汉堡－叙尔特岛之间的区域运输经营权后，德国铁路拥有大量的218型机车盈余，其中一些已经被转移到德铁汽车列车叙尔特岛分公司。这将使当地的215型机车得以被弃用。
截至2010年，218型柴油机车主要部署于以下车辆段：
- 阿沙芬堡（配属西弗兰肯铁路（德语：Westfrankenbahn）的218 105号机车，自2010年起采用酒红色+米色涂装）；因发动机故障被封存
- 柏林-鲁梅尔斯堡（配属德铁长途运输的6台218.8型机车）
- 布朗施維克
  - 区域快车 汉诺威－希尔德斯海姆－巴德哈尔茨堡
- 开姆尼茨（配属厄尔士山铁路（德语：Erzgebirgsbahn））
- 法兰克福（2009年以前为达姆施塔特）
  - 区域快车 法兰克福－斯托克海姆
  - 区域快车 法兰克福－尼达
  - 区域列车 巴德菲尔贝尔－斯托克海姆
  - 区域列车 迪堡－法兰克福（仅牵引1对列车）
  - 用于莱茵/美因S-Bahn的一台附挂机车
- 法兰克福 （配属德铁长途运输的9台218.8型机车）
- 哈廷根 （无定期运用）德铁区域运输储备机车
- 卡塞尔 （配属库尔黑森铁路（德语：Kurhessenbahn）的218 387号机车，自2008年起采用紫色涂装)
  - 特别列车
  - 货物列车
- 卡尔斯鲁爾
- 凯泽斯劳滕 （配属德铁区域运输西南公司）
  - 区域快车 美因茨－阿尔蔡（－沃尔姆斯）
  - 区域快车 科布伦茨－维桑布尔（仅周日）
  - 区域快车 美因茨－维桑布尔（仅周日）
  - 区域快车 诺伊施塔特－维桑布尔（仅周日）
- 肯普滕
  - 区域快车 慕尼黑－布洛埃－梅明根
  - 区域快车 慕尼黑－布洛埃－菲森
  - 区域快车 奥格斯堡－布洛埃－菲森（个别列车）
  - 区域快车 慕尼黑－布洛埃（－肯普滕）
- 基尔
  - 基尔－弗伦斯堡（仅周五）
  - 基尔－吕贝克（个别班次）
  - 吕贝克－普特加登（仅夏季周末）
- 因河畔米尔多夫 （配属巴伐利亚东南铁路（德语：Südostbayernbahn））
  - 欧城列车 林道－布洛埃－慕尼黑（双机重联）
  - 区域快车 因河畔辛巴－米赫尔多尔夫（－慕尼黑）
  - 区域列车 兰茨胡特－米赫尔多尔夫－萨尔茨堡
  - 区域快车 米赫尔多尔夫－慕尼黑 （通常双机重联）
  - 区域快车 慕尼黑－米赫尔多尔夫－帕绍（仅周六）
  - 货运列车
- 尼比尔（配属德铁汽车列车）
  - 人车同行 韦斯特兰－尼比尔（双机重联）
  - 城际列车 韦斯特兰－汉堡（双机重联）
  - 城际列车 普特加登－汉堡
  - 城际列车 蒙斯特－乌埃尔岑 （周五至周日）
  - 城际列车 罗斯托克－黑尼格斯多夫（周日）
- 普洛兴根（配属斯图加特S-Bahn的218 191号机车）
- 乌尔姆 （配属德铁列车巴士RAB（德语：DB ZugBus Regionalverkehr Alb-Bodensee））
  - 区际快车 林道－腓特烈港－乌尔姆（－斯图加特）
  - 城际列车 斯图加特－乌尔姆－奥伯斯多夫（双机重联）
  - 城际列车 奥格斯堡－布洛埃－奥伯斯多夫
  - 区域快车 奥格斯堡－布洛埃－奥伯斯多夫（仅周日，双机重联）
  - 城际列车 乌尔姆－腓特烈港－林道（双机重联）

## 运用历史
218型是一款高效结构的柴油机车，在1968年开始交付时便具备了当时最先进和最精密部件的构造特点。由于其140公里/小时的最大限速相对较高，因此机车既可以用作牵引全欧快车，也可以牵引货物列车。近年来，218型机车的运用领域开始越来越多的偏向于区域运输，其中与n-型车厢的搭配至今仍经常能在铁路运输中见到。在东德解体后，原德国国营铁路辖下的非电气化铁路对柴油机车的需求量急剧上升，但当局在不久后便将这一需求转换为柴油动车组。然而直至2005年，仍然有218型机车部署于这些地区。
1999年，这一型号的机车被全数调拨至德铁区域运输，从而使机车在货运列车中的运用几乎为零。在长途运输中，德铁长途运输由于缺乏合适的替代品而仍然在使用这款机车。至2000年，仍有415台218型机车处于營運状态。从这个时候开始，当局也开始了首次定期退役计划，这主要是针对一些条件较差的机车。最后一批出厂的218.4型和其它一些机车加装了时刻复用动力集中式/双机重联式列车控制设备（ZWS/ZDS）和多路复用显示屏设备（FMZ），因此具备了牵引动力集中式双层车厢的能力。这些机车分别部署于雷根斯堡、施滕达尔、吕贝克、布朗施維克、乌尔姆、哈根、因河畔米尔多夫、卡尔斯鲁厄、罗斯托克、肯普滕、哈廷根和凯泽斯劳滕的车辆段中。与此同时，德国铁路已经决定将继续使用218型机车：

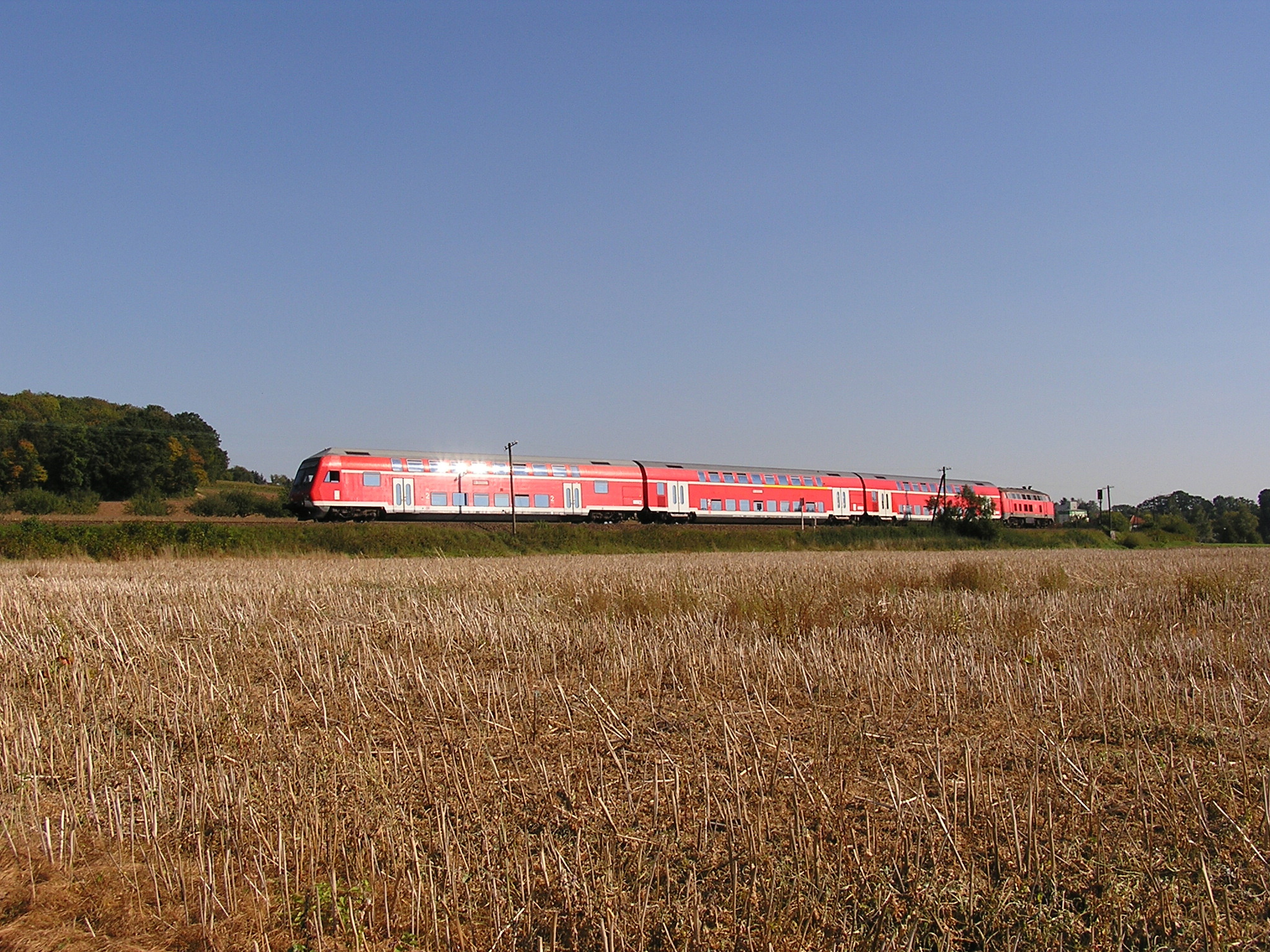
一台正牵引双层车厢的218型机车

试产机车被德国铁路转化为225型机车。序列编号为101至399号的机车在2003年以前都完成了复检程序，然后应该强制报废或交付德铁服务（用于牵引轨道工程车辆）及德铁汽车列车使用。随着使用年限的不断修订，这些序列编号的机车最终报废期限被定在2011年。至2008年，这些机车仍有三分之一仍在继续營運。在将机车转移至德铁汽车列车后，由于对运力需求的增加，它们在2008年得以再次进行了车辆年审。
而序列编号为400至499号的机车由于搭载了ZWS/ZDS和FMZ设备，并可用于牵引双层车厢，它们仍维持在客运和货运列车中的牵引任务，并且持续进行车辆年审续牌。为了用作ICE列车的救援机车，有18台218型机车被改造为218.8型，并配备了ICE列车的过渡连接器。它们被广泛部署在各大车站，为牵引机破的ICE列车作储备。
至2006年，德国铁路的218型机车库存量已减少至约330台，由于使用年限届满，它们的许多运用领域已被柴油动车组所取代。此时这些机车被分别部署于达姆施塔特、吕贝克、奥伯豪森、特里尔、卡尔斯鲁厄、尼比尔、乌尔姆、因河畔米尔多夫、普洛兴根、雷根斯堡、卡塞尔、肯普滕、布朗施維克和柏林-鲁梅尔斯堡的车辆段中。

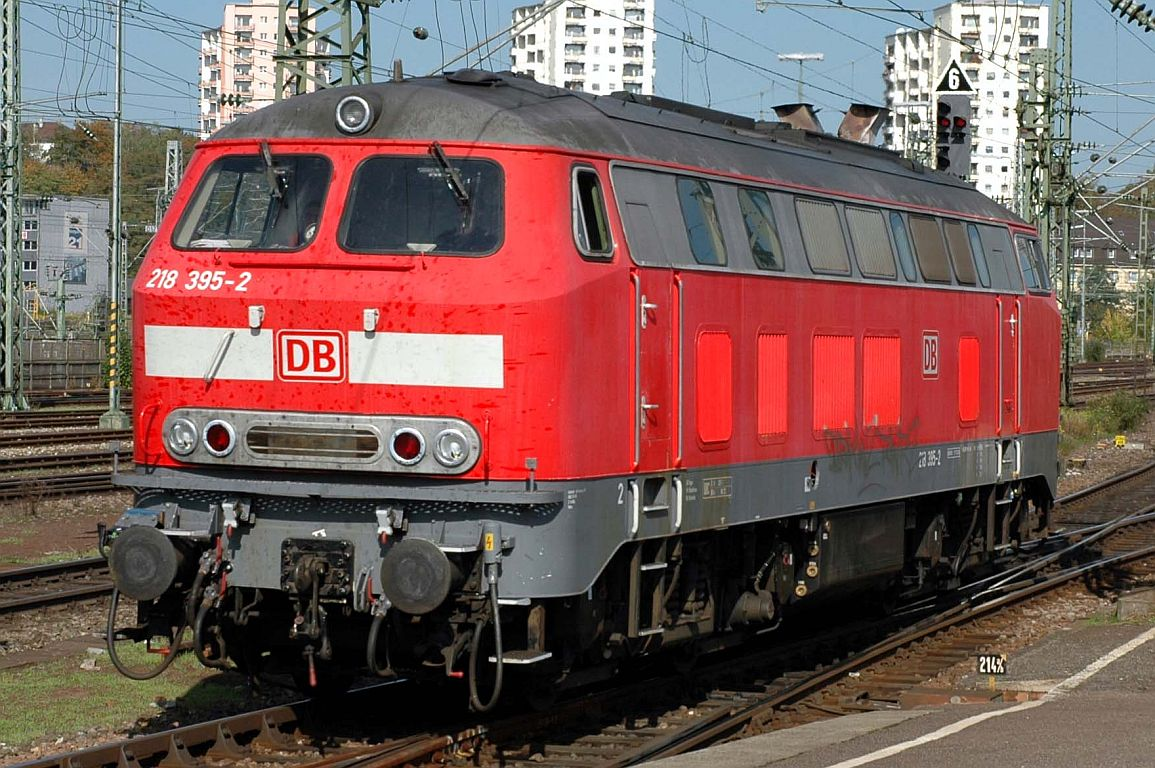
德铁服务公司的一台218型机车

在随后的一年中，218型机车的库存量跌破300台大关。许多退役的机车均被报废拆解。德铁汽车列车曾考虑过为前往叙尔特岛的人车同行列车采购一款新的牵引机车，以作为现有215.9型机车、以及一些条件较差的218型机车的替代品。但时至今日，这些计划仍停留在纸上阶段，并且又重新对218.3型机车启动了年檢续牌工作。因此，它们在德铁汽车列车的未来计划中依然安全稳固。同时德铁服务也接管了部分机车。
截至2008年3月，仍然有235台218型机车处于營運状态，约占量产机车总数的60%。由于使用年限届满以及运力过剩，机车的库存量至2008年5月下跌为227台。此外，德铁汽车列车将其持有的几乎所有215型机车都进行了封存，因为这些机车的发动机功率对于人车同行列车而言过弱，因此218型机车成为了首选车型。同时，德铁汽车列车也是唯一对300至399号机车进行年审续牌的營運商，因为这些机车仍然相当年轻，并且在德铁区域运输中有大量的富余。
2008年6月，再有两台机车因使用年限届满而被封存，他们将不会再进行年审续牌。雷根斯堡车辆段则自2008年12月起不再部署218型机车，这是因为大多数在纽伦堡周边的營運任务均被现代化的柴聯車648型或原肯普滕的柴聯車628型所取代。同时，泰克山铁路也结束了对218型机车的运用，这些服务现在由650型柴联车提供。当局曾在2008年8月宣布，自2010年起将不会再对218型机车进行年审续牌。然而，德铁服务却令人意外的购入了几台机车，并对其进行了年审续牌。德铁轨道建设也考虑接管一些机车，并最终购入了几台。至2008年10月，仍有205台218型机车处于營運状态。同时，德国铁路开始提议，使用218型机车代替225型机车的货运服务，并尽可能的在225型机车到达使用年限前完成转换。

### 未来
随着營運线路不断更换新的或从其他地区调入富余的柴聯車，以及持续进行的电气化铁路改造，由柴油机车牵引客运列车的运用空间在最近几年收到了严重的挤压。在其它V160系列机车相继退役或只用于货运后，218型机车基本上是德国铁路唯一仍在牵引定期客运班次的柴油机车。然而，随着上述提及的变化影响日愈深远，它也正面临失业的困境。这种趋势将会一直持续下去，并通过新造柴油机车的面世进一步加剧。
在部分运用区域中，218型机车的未来仍然相当安全，它们是乌尔姆、特里尔、尼比尔、肯普滕和因河畔米尔多夫。然而，它们也都有性能不足的迹象。
德国铁路已在2010年3月公布了采购200台新造干线柴油机车的框架协议。从长远看来，它们将取代215型至225型机车。因此，245型机车也将完全取代218型机车。